# Gainsbourg

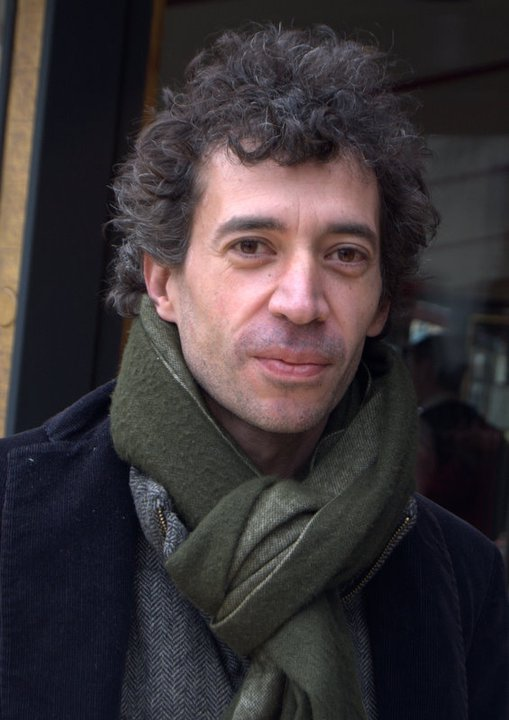
Eric Elmosnino zagrał rolę tytułową

Gainsbourg (fr. Gainsbourg, vie héroïque) – francusko-amerykański biograficzny dramat muzyczny z 2010 roku w reżyserii Joanna Sfara. Scenariusz do filmu bazuje na biograficznej powieści graficznej Joanna Sfara o francuskim piosenkarzu Serge'u Gainsbourgu.

## Obsada
- Eric Elmosnino jako Serge Gainsbourg
- Lucy Gordon jako Jane Birkin
- Laetitia Casta jako Brigitte Bardot
- Doug Jones jako „La Gueule”
- Anna Mouglalis jako Juliette Gréco
- Mylène Jampanoï jako Caroline „Bambou” Paulus
- Sara Forestier jako France Gall
- Kacey Klein jako Lucien Ginsburg
- Răzvan Vasilescu jako Joseph Ginsburg
- Dinara Drukarova jako Olga Ginsburg
- Philippe Katerine jako Boris Vian
- Deborah Grall jako Elisabeth Levizky
- Yolande Moreau jako Fréhel
- Ophelia Kolb
- Claude Chabrol
- Francois Morel
- Philippe Duquesne jako Lucky Sarcelles
- Angelo Debarre
- Gregory Gadebois jako Phyphy
- Alice Carel jako Judith

i inni.